# 17138 Burgosrosario
17138 Burgosrosario è un asteroide della fascia principale. Scoperto nel 1999, presenta un'orbita caratterizzata da un semiasse maggiore pari a 2,6616353 au e da un'eccentricità di 0,1035430, inclinata di 14,53858° rispetto all'eclittica.